# Monitoring mediów
Monitoring mediów – śledzenie publikacji medialnych na zadany temat.
Polega na wyszukiwaniu określonych zagadnień (po zdefiniowanych słowach kluczowych) w artykułach i wzmiankach prasowych oraz w informacjach i audycjach nadawanych przez radio, telewizję, agencje informacyjne, a także dostępnych w Internecie. Wyszukane materiały są następnie przetwarzane i analizowane w taki sposób, by sprostać oczekiwaniom odbiorców, np. rzeczników prasowych, czy pracowników zespołów PR.
W wyniku procesu monitoringu otrzymuje się zestaw niezbędnych informacji, które następnie wykorzystywane są do:

- analizy wizerunku przedsiębiorstwa i jego konkurencji
- analizy wpływu mediów na reputację marki swojej i konkurencji
- śledzenia tendencji rynkowych
- śledzenia szans i zagrożeń dla firmy płynących z zewnętrznego otoczenia
- badania tzw. product placementu
- obliczania ekwiwalentu reklamowego
- oceny rezonansu medialnego wyemitowanych artykułów
- oceny skuteczności działań PR
- planowania mediów
- bieżącej weryfikacji działań marketingowych i PR
- kontroli sytuacji kryzysowych
- tworzenia gospodarczej bazy danych
- szkolenia/edukacji

Na ogół monitoring mediów wykonują dla zleceniodawców wyspecjalizowane firmy zewnętrzne, ponieważ posiadają one dostęp nawet do regionalnych mediów w Polsce.

## Jak działa monitoring mediów?
Proces monitoringu zaczyna się od odpowiedniego doboru, tzw. słów kluczowych, czyli nazw własnych, fachowych pojęć, słów charakterystycznych dla danego tematu, haseł skojarzeniowych, a nawet słów bliskoznacznych, które mogą pojawiać się w opisie interesującego nas zagadnienia. W przypadku monitorowania firm, osób czy instytucji najważniejszym słowem kluczowym jest oczywiście nazwa podmiotu, bądź imię i nazwisko. Jednak ustalenie dodatkowych słów – kluczy, pozwala na wyszukiwanie precyzyjnych informacji, oddzielenie treści ważnych od mniej istotnych czy odnajdywanie kontekstów, w których opisuje się daną firmę lub markę. W kolejnym etapie następuje przeszukanie zasobów internetowych, w rezultacie czego pojawia się lista wyników wyszukiwania. Istnieje możliwość automatycznego wizualizowania danych oraz wygenerowania raportu. Współcześnie, coraz większego znaczenia nabiera monitoring mediów społecznościowych. Wynika to głównie z faktu codziennie pojawiających się zagrożeń kryzysowych, które w sposób szczególny dotykają firmy i osoby.